# Rachel O'Donoghue
Rachel O'Donoghue (2010) es una deportista zimbabuense que compite en triatlón. Ganó una medalla de plata en el Campeonato Africano de Triatlón de 2025, en la prueba de relevo mixto.

## Palmarés internacional
| Campeonato Africano | Campeonato Africano            | Campeonato Africano | Campeonato Africano |
| Año                 | Lugar                          | Medalla             | Prueba              |
| ------------------- | ------------------------------ | ------------------- | ------------------- |
| 2025                | Nelson Mandela Bay (Sudáfrica) | Medalla de plata    | Relevo mixto        |